# Sportler des Jahres 2022 (Deutschland)
Die Sportler des Jahres 2022 in Deutschland wurden am 18. Dezember im Kurhaus von Baden-Baden ausgezeichnet. Veranstaltet wurde die Wahl zum 76. Mal von der Internationalen Sport-Korrespondenz (ISK).

## Männer
| Platz | Sportler             | Sportart              | Punkte | Erfolge 2022 |
| ----- | -------------------- | --------------------- | ------ | --- |
| 1.    | Niklas Kaul          | Leichtathletik        | 1256   | Europameister Zehnkampf |
| 2.    | Vinzenz Geiger       | Nordische Kombination | 871    | Olympiasieger Normalschanze, Silbermedaille Team                                                                                                 |
| 3.    | Florian Wellbrock    | Schwimmen             | 761    | Weltmeister 5 km Freiwasser und 4 × 1500 m gemischte Staffel, Silbermedaille 800 m Freistil, Bronzemedaille 1500 m Freistil und 10 km Freiwasser |
| 4.    | Johannes Ludwig      | Rodeln                | 523    | Olympiasieger Einsitzer und Teamstaffel |
| 5.    | Richard Ringer       | Leichtathletik        | 359    | Europameister Marathon |
| 6.    | Julian Weber         | Leichtathletik        | 257    | Europameister Speerwurf |
| 7.    | Simon Geschke        | Radsport              | 252    | 9 Tage Führung der Bergwertung der Tour de France                                                                                                |
| 8.    | Lukas Dauser         | Turnen                | 249    | Silbermedaille Weltmeisterschaften Barren |
| 9.    | Karl Geiger          | Skispringen           | 231    | olympische Bronzemedaille Großschanze und Mannschaft                                                                                             |
| 10.   | Christopher Grotheer | Skeleton              | 225    | Olympiasieger |

## Frauen
| Platz | Sportlerin              | Sportart       | Punkte | Erfolge 2022 |
| ----- | ----------------------- | -------------- | ------ | --- |
| 1.    | Gina Lückenkemper       | Leichtathletik | 1358   | Bronzemedaille Weltmeisterschaften 4 × 100 m, Europameisterin 100 m und 4 × 100 m                                                                 |
| 2.    | Malaika Mihambo         | Leichtathletik | 863    | Weltmeisterin Weitsprung, Silbermedaille Europameisterschaften Weitsprung                                                                         |
| 3.    | Natalie Geisenberger    | Rodeln         | 766    | Olympiasiegerin Einsitzer und Teamstaffel |
| 4.    | Denise Herrmann         | Biathlon       | 594    | Olympiasiegerin Einzel, Bronzemedaille Staffel |
| 5.    | Emma Hinze              | Bahnrad        | 437    | Weltmeisterin Teamsprint, Silbermedaille 500-Meter-Zeitfahren, Bronzemedaille Sprint, Europameisterin 500-Meter-Zeitfahren, Sprint und Teamsprint |
| 6.    | Konstanze Klosterhalfen | Leichtathletik | 352    | Europameisterin 5000 m |
| 7.    | Elisabeth Seitz         | Kunstturnen    | 322    | Europameisterin Stufenbarren, Bronzemedaille Team                                                                                                 |
| 8.    | Lea Sophie Friedrich    | Bahnrad        | 199    | Weltmeisterin Keirin und Teamsprint, Silbermedaille Sprint, Europameisterin Keirin und Teamsprint                                                 |
| 9.    | Ricarda Funk            | Kanuslalom     | 180    | Weltmeisterin K1 und K1 Mannschaft |
| 10.   | Anna-Lena Forster       | Monoskibob     | 151    | Paralympicssiegerin Super-Kombination und Slalom, Silbermedaille Abfahrt, Super-G, Weltmeisterin Abfahrt, Super-G, Slalom, Super-Kombination      |

## Mannschaften
| Platz | Mannschaft                         | Sportart           | Punkte | Erfolge 2022                                                                    |
| ----- | ---------------------------------- | ------------------ | ------ | ------------------------------------------------------------------------------- |
| 1.    | Eintracht Frankfurt                | Fußball Männer     | 975    | Sieger UEFA Europa League, Qualifikation zum Achtelfinale UEFA Champions League |
| 2.    | 4 × 100 m Staffel Frauen           | Leichtathletik     | 895    | Europameister                                                                   |
| 3.    | Fußballnationalteam                | Fußball Frauen     | 828    | Silbermedaille Europameisterschaften                                            |
| 4.    | Bobteam Friedrich                  | Bobsport           | 706    | Olympiasieger Zweier und Vierer                                                 |
| 5.    | Team-Sprint Langlauf Frauen        | Skilanglauf        | 545    | Olympiasieger                                                                   |
| 6.    | SC Magdeburg                       | Handball Männer    | 371    | Sieger IHF Super Globe                                                          |
| 7.    | Bahnvierer Frauen                  | Radsport           | 254    | Europameister                                                                   |
| 8.    | Teamsprint Bahnrad Frauen          | Radsport           | 190    | Weltmeister, Europameister                                                      |
| 9.    | 4 × 5 km-Skilanglaufstaffel Frauen | Skilanglauf        | 182    | olympische Silbermedaille                                                       |
| 10.   | Tischtennis-Nationalteam           | Tischtennis Männer | 176    | Silbermedaille Weltmeisterschaften                                              |

## Weitere Auszeichnungen
- „Newcomer des Jahres“: Hannah Meul (Sportklettern)
- Trainer des Jahres: Yulia Raskina (Rhythmische Sportgymnastik) und René Spies (Bobsport)
- Sparkassenpreis für Vorbilder im Sport: Felix Loch (Rennrodeln)